# Metoklopramid

Metoklopramid är en dopamin (D2)-receptorblockerare som vid högre doser har ytterligare antiemetisk (motverkar illamående och kräkningar) effekt (via 5-HT3 receptor antagonism) och verkar motilitetsfrämjande i mag-tarmkanalen. Det säljs under namnet Primperan.
Kemiskt namn: 4-Amino-N-(2-dietylaminoetyl)-5-kloro-2-metoxibensamid